# Harrisonville
Harrisonville is een plaats (city) in de Amerikaanse staat Missouri, en valt bestuurlijk gezien onder Cass County.

## Demografie
Bij de volkstelling in 2000 werd het aantal inwoners vastgesteld op 8946.
In 2006 is het aantal inwoners door het United States Census Bureau geschat op 9804, een stijging van 858 (9,6%).

## Geografie
Volgens het United States Census Bureau beslaat de plaats een oppervlakte van
22,6 km², waarvan 22,4 km² land en 0,2 km² water. Harrisonville ligt op ongeveer 296 m boven zeeniveau.

## Plaatsen in de nabije omgeving
De onderstaande figuur toont nabijgelegen plaatsen in een straal van 20 km rond Harrisonville.